# Antwain Smith
Antwain Smith (Newport News, 1º maggio 1975) è un ex cestista statunitense, professionista in Slovenia e nella NBDL.

## Carriera
Venne selezionato al secondo giro del Draft NBA 1999 come 51ª scelta assoluta dai Vancouver Grizzlies; tuttavia non giocò alcuna partita nella NBA. Nella stagione 2001-2002 ha giocato in NBA Development League con i Fayetteville Patriots; in precedenza aveva militato in International Basketball League nei Richmond Rhythm e nei St. Louis Swarm.

## Palmarès
- Campione IBL (2000)